# Phaenandrogomphus asthenes
Phaenandrogomphus asthenes är en trollsländeart som beskrevs av Maurits Anne Lieftinck 1964. Phaenandrogomphus asthenes ingår i släktet Phaenandrogomphus och familjen flodtrollsländor. IUCN kategoriserar arten globalt som livskraftig. Inga underarter finns listade i Catalogue of Life.